# Le Château magique
Le Château magique (The Toy Castle) est une série télévisée canadienne en 52 épisodes de 22 minutes et diffusée entre le 4 septembre 2000 et le 26 décembre 2003 sur Treehouse TV, SCN et Knowledge Network, et en français à partir du 25 août 2001 sur TFO, et à partir du 20 mars 2004 sur le réseau TQS.

## Synopsis
« Quand vient la nuit, tu fermes les yeux et les étoiles brillent dans les cieux alors le château magique se réveille et le jouet magnifique sortent de leur sommeil. » - Marc Charbonneau, narrateur
Les jouets prennent vie lorsque personne ne les regarde. Il fait la promotion des leçons de vie par la magie et la mémoire. Il est basé sur le conte de fée "Le Stoïque Soldat de plomb" par Hans Christian Andersen. Le pilote de 1992 a été diffusé sur le réseau CBC,.